# Bock, Minnesota
Bock är en ort i Mille Lacs County i delstaten Minnesota, USA.